# آقدره (أديامان)
آقدره (بالكردية: Axdere‏) (بالتركية: Akdere)‏ هي قرية تتبع إداريّاً لمديرية أديامان في محافظة أديامان التركية الواقعة في جنوب شرق الأناضول. وبلغ عدد سكانها 175 نسمة في عام 2021.